# Scaphella biminiensis
Scaphella biminiensis is een slakkensoort uit de familie van de Volutidae. De wetenschappelijke naam van de soort is voor het eerst geldig gepubliceerd in 2012 door Oleinik, Petuch & Aley IV.